# Pella plutenkoi
Pella plutenkoi  (лат.) — вид мирмекофильных жуков-стафилинид рода Pella из трибы Lomechusini (подсемейство Aleocharinae).

## Распространение
Россия, Дальний Восток: Приморский край (Артём).

## Описание
Длина вытянутого тела 6,3 мм (бока субпараллельные), длина головы 0,81 мм, ширина головы 1,01 мм. Основная окраска коричневая (голова темнее). Усики 11-члениковые. Голова фронтально округлая, с затылочным швом, без шеи. Длина глаз составляет 0,33 от ширины головы. Переднеспинка и надкрылья покрыты щетинками. Задние крылья развиты. Формула лапок (число члеников в передних, средних и задних ногах): 4—5—5. Лигула без щетинок, но с сенсиллами. Биология не исследована, но предположительно, как и другие виды своего рода имеют мирмекофильные связи с муравьями, падальщики и хищники. Вид был впервые описан в 2006 году японским колеоптерологом М. Мураямой (Munetoshi Maruyama; Department of Zoology, National Science Museum, Токио, Япония). Видовое название дано в честь российского энтомолога Андрея Витальевича Плутенко (Смоленск, Россия).